# Lester Quiñones
Lester Quiñones (Brentwood, Nueva York, 26 de noviembre de 2000) es un baloncestista estadounidense, de origen dominicano, que pertenece a la plantilla de los Orlando Magic de la NBA. Con 1,93 metros de estatura, juega en la posición de base.

## Trayectoria deportiva

### Universidad
Jugó tres temporadas con los Tigers de la Universidad de Memphis, en las que promedió 10,1 puntos, 4,3 rebotes y 1,8 asistencias por partido. En su primera temporada fue incluido en el mejor quinteto freshman de la American Athletic Conference. La temporada siguiente consiguió con su equipo la victoria en el National Invitation Tournament.

#### Estadísticas
| Año     | Equipo  | PJ | PT | MPP  | %TC  | %3P  | %TL  | RPP | APP | ROB | TPP | PPP  |
| ------- | ------- | -- | -- | ---- | ---- | ---- | ---- | --- | --- | --- | --- | ---- |
| 2019–20 | Memphis | 26 | 23 | 29.4 | .402 | .313 | .804 | 3.8 | 2.2 | .8  | .1  | 10.7 |
| 2020–21 | Memphis | 28 | 28 | 26.3 | .432 | .400 | .672 | 5.8 | 1.9 | .9  | .2  | 9.5  |
| 2021–22 | Memphis | 33 | 30 | 27.2 | .449 | .390 | .750 | 3.5 | 1.3 | 1.2 | .1  | 10.0 |
| Total   | Total   | 87 | 81 | 27.6 | .429 | .369 | .752 | 4.3 | 1.8 | .9  | .1  | 10.1 |

### Profesional
Tras no ser elegido en el Draft de la NBA de 2022, el 5 de julio firmó un contrato dual con los Golden State Warriors, con quienes disputó las Ligas de Verano de la NBA. Fue cortado el 13 de octubre, antes del comienzo de la competición.
El 15 de octubre firmó con los Santa Cruz Warriors de la G League. El 25 de febrero de 2023, Quiñones logró 42 puntos y 8 rebotes en un partido ante los Salt Lake City Stars. En la semana del 13 al 19 de marzo promedió 30,3 puntos, 8,7 rebotes y 5,0 asistencias, lo que le valió para ser elegido mejor jugador de la semana en la G League.
El 2 de marzo firmó un contrato de diez días con los Golden State Warriors, pero no llegó a debutar, regresando a Santa Cruz. El 17 de marzo firmó finalmente un nuevo contrato dual con los Warriors. El 22 de febrero de 2024 firmó finalmente un contrato convencional con Golden State.
En junio de 2024 no recibe oferta de renovación por Golden State, firmando en septiembre un contrato dual con Philadelphia 76ers. Fue cortado el 3 de diciembre tras 4 partidos, se une a los Birmingham Squadron tres días después. El 2 de marzo firmó un contrato dual con New Orleans Pelicans.
El 18 de agosto de 2025 firma un contrato de exhibición con Orlando Magic.

### Selección nacional
Fue parte de la selección júnior dominicana que disputó el FIBA Américas Sub-18 de 2018 en St. Catharines, Ontario, finalizando en sexto lugar y donde promedió 17,5 puntos y 6,3 rebotes.
Durante agosto y septiembre de 2023 fue integrante de la selección de República Dominicana que participó en el Mundial de 2023 celebrado en Asia, y que finalizó en decimocuarto lugar.

## Estadísticas de su carrera en la NBA

### Temporada regular
| Año     | Equipo       | PJ | PT | MPP  | %TC  | %3P  | %TL   | RPP | APP | ROB | TPP | PPP |
| ------- | ------------ | -- | -- | ---- | ---- | ---- | ----- | --- | --- | --- | --- | --- |
| 2022-23 | Golden State | 4  | 0  | 4.5  | .400 | .500 | .667  | .8  | .5  | .3  | .0  | 2.5 |
| 2023-24 | Golden State | 37 | 0  | 10.7 | .397 | .364 | .690  | 1.9 | 1.0 | .2  | .1  | 4.4 |
| 2024-25 | Philadelphia | 4  | 0  | 4.2  | .500 | .000 | 1.000 | 1.0 | .3  | .0  | .0  | 2.3 |
| 2024-25 | New Orleans  | 9  | 0  | 18.4 | .386 | .317 | .833  | 1.7 | 2.6 | .3  | .2  | 8.6 |
| Total   | Total        | 54 | 0  | 11.0 | .397 | .346 | .729  | 1.7 | 1.1 | .2  | .1  | 4.8 |